# Liparetrus rubrus
Liparetrus rubrus är en skalbaggsart som beskrevs av Britton 1980. Liparetrus rubrus ingår i släktet Liparetrus och familjen Melolonthidae. Inga underarter finns listade i Catalogue of Life.